# Делинквент
Делинквент је у ширем смислу особа која испољава антисоцијална понашања којима крши моралне, прекршајне и кривично-правне норме. У психолошком смислу, некада значи делинквентну личност која има одређена и специфична психо-социјална својства (нпр. психопатија, агресивност, емоционална незрелост, снижена интелигенција итд.) која узрокују девијантна понашања. У кривично-правном смислу – особа која је извршилац кривичних дела. Појам се најчешће везује за малолетнике који врше прекршаје и кривична дела.
Делинквенција је у општем смислу укупност људских понашања којима се угрожавају основне друштвене норме и вредности. У ужем и најчешће коришћеном смислу, под делинквенцијом се подразумевају различити облици девијантног и неконформистичког понашања деце и малолетника којима се крше неке од друштвених моралних, прекршајних и кривичних норми. Најчешћи облици малолетничке делинквенције су асоцијална понашања, различити облици прекршаја, имовински деликти и деликти против живота и тела. На ова понашања постоје специфични институционализовани превентивно заштитни, породично правни и процесно кривични видови друштвеног реаговања који се разликују од друштвеног реаговања на преступничка понашања одраслих.